# Klenzsee
Der  Klenzsee liegt in der Mecklenburgischen Seenplatte südöstlich von Mirow und südlich von Neustrelitz im Süden Mecklenburg-Vorpommerns. 

## Beschreibung
Die Wasserfläche liegt auf dem Gemeindegebiet von Wustrow, dessen Hauptort Wustrow sich unweit des Ostufers des Sees befindet. Der langgestreckte See ist maximal 1,3 Kilometer lang und bis zu einem Kilometer breit. Er ist in ein größeres Nordbecken und zwei Buchten im Süden und Osten gegliedert. Am Südwestufer befindet sich das Waldgebiet der Canower Heide. Im Süden und Osten verläuft unweit des Sees die Bundesstraße 122. Nach Westen hat der Klenzsee einen Übergang zum Gobenowsee. Im Norden gibt es einen Graben zum Heegesee.
In Wustrow gibt es eine Umtragestelle für Wasserwanderer zum Plätlinsee.

## Namensherkunft
Der Name leitet sich wahrscheinlich vom slawischen Wort kląčĭ für Morast, Sumpf ab.

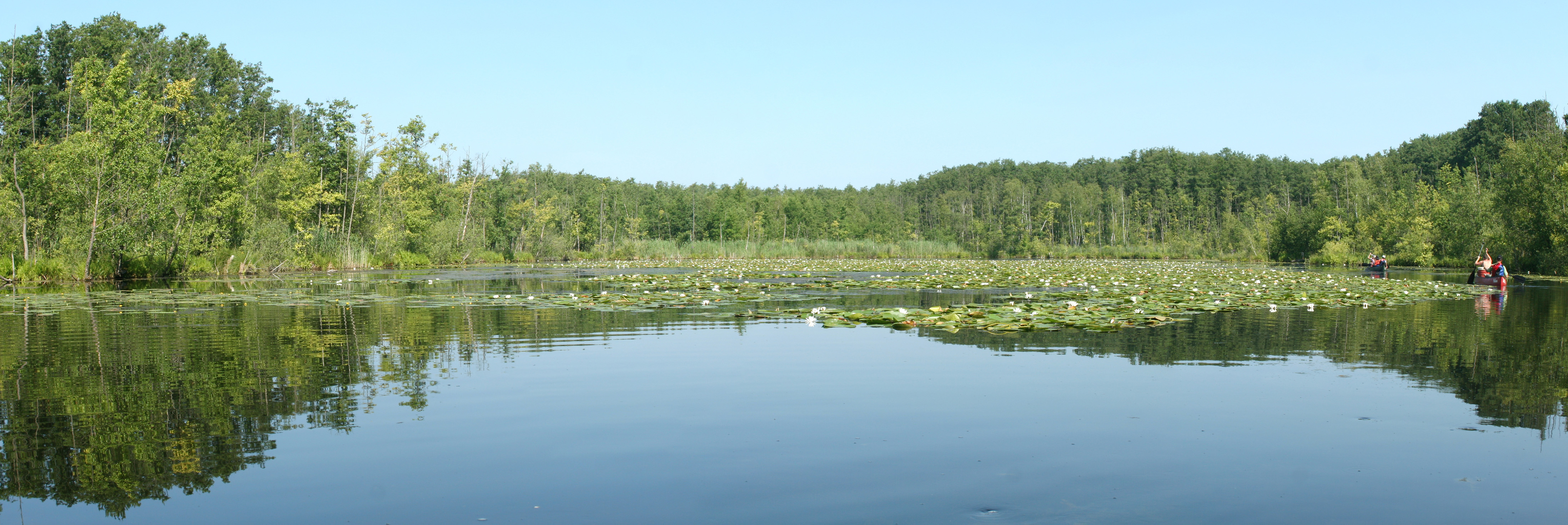
Wurzelnde Schwimmblattgesellschaften der Weißen Seerose (Nymphaea alba) auf dem Klenzsee bei Wustrow